# Colombia en el Clásico Mundial de Béisbol 2013
La Selección de béisbol de Colombia fue uno de los 16 equipos participantes de la serie de clasificación para el Clásico Mundial de Béisbol 2013, que se realizó en Alemania, Taiwán, Estados Unidos y Panamá.
No logró superar esta fase en la cual formó parte del Grupo 3 junto a las selecciones de Nicaragua, Brasil y Panamá; Colombia finalizó tercero.

## Clasificación
Los preliminares para el Grupo 3 con sede en el Estadio Nacional Rod Carew de la Ciudad de Panamá fueron definidos de la siguiente manera: Nicaragua vs. Colombia y Brasil vs. Panamá.

### Preliminares
| Equipo    | 1 | 2 | 3 | 4 | 5 | 6 | 7 | 8 | 9 | C | H | E |
| --------- | - | - | - | - | - | - | - | - | - | - | - | - |
| Nicaragua | 0 | 0 | 0 | 1 | 0 | 0 | 0 | 0 | 0 | 1 | 8 | 1 |
| Colombia  | 0 | 5 | 0 | 1 | 0 | 0 | 0 | 2 | x | 8 | 9 | 0 |

LG: Sugar Ray Marimón (1-0)  LP: Erasmo Ramírez (0-1)  
HRs:  NIC – Cheslor Cuthbert (1)  COL – Giovanny Urshela (1), Steve Brown (1)

Umpires:  HP: Clint Fagan. 1B: César Valdés. 2B: Toby Basner. 3B: Domingo Polanco.

Asistencia: 3 631 espectadores. 

Duración: 3 h 31 m

Nota: Brasil venció a Panamá 3-2 clasificando junto a Colombia a la semifinal 1 , mientras que Panamá y Nicaragua disputaron un juego para definir un cupo para la semifinal 2 enfrentando al perdedor de la semifinal 1.

### Semifinal 1
| Equipo   | 1 | 2 | 3 | 4 | 5 | 6 | 7 | 8 | 9 | C | H  | E |
| -------- | - | - | - | - | - | - | - | - | - | - | -- | - |
| Colombia | 0 | 0 | 0 | 0 | 1 | 0 | 0 | 0 | 0 | 1 | 11 | 0 |
| Brasil   | 0 | 0 | 0 | 1 | 1 | 1 | 3 | 1 | x | 7 | 11 | 0 |

LG: Carlos Yoshimura (1-0)  LP: Cristian Mendoza (0-1)  

Umpires: HP: Ángel Campos. 1B: Jair Fernández. 2B: Clint Fagan. 3B: Cásar Valdés.

Asistencia: 2 952 espectadores. 

Duración: 3 h 33 m

Nota: Colombia al perder ante Brasil debió disputar un juego ante Panamá en la semifinal 2 para obtener el cupo a la final.

### Semifinal 2
| Equipo   | 1 | 2 | 3 | 4 | 5 | 6 | 7 | 8 | 9 | C | H  | E |
| -------- | - | - | - | - | - | - | - | - | - | - | -- | - |
| Panamá   | 0 | 5 | 0 | 1 | 0 | 1 | 2 | 0 | 0 | 9 | 11 | 1 |
| Colombia | 0 | 0 | 0 | 3 | 1 | 0 | 0 | 3 | 0 | 7 | 8  | 0 |

LG: Ramiro Mendoza (1-0)  LP: Karl Triana (0-1)  
HRs:  PAN – Carlos Lee (1), Rubén Rivera (1)

Umpires:  HP: Clint Fagan. 1B: Ángel Campos. 2B: Jair Fernández. 3B: César Valdés. 

Asistencia: 5 317 espectadores. 

Duración: 3 h 30 m

Nota: Colombia quedó eliminado y sin opción para participar en el Clásico Mundial de Béisbol 2013.

### Estadísticas de bateo en Clasificación
A continuación los jugadores que tuvieron al menos un turno al bate.
| Jugador            | JJ | VB  | CA | Hits | 1B | 2B | 3B | HR | CE | SO | BR | SLG  | AVG  |
| ------------------ | -- | --- | -- | ---- | -- | -- | -- | -- | -- | -- | -- | ---- | ---- |
| Ismael Castro      | 2  | 2   | 0  | 1    | 1  | 0  | 0  | 0  | 0  | 0  | 0  | .500 | .500 |
| I. Suárez          | 2  | 2   | 0  | 1    | 1  | 0  | 0  | 0  | 0  | 1  | 0  | .500 | .500 |
| Donovan Solano     | 3  | 13  | 3  | 5    | 4  | 1  | 1  | 0  | 3  | 1  | 0  | .615 | .385 |
| Steve Brown        | 3  | 11  | 3  | 4    | 4  | 0  | 0  | 1  | 3  | 4  | 0  | .636 | .364 |
| Jolbert Cabrera    | 3  | 11  | 2  | 4    | 4  | 0  | 0  | 0  | 1  | 3  | 0  | .364 | .364 |
| Reinaldo Rodríguez | 3  | 12  | 1  | 4    | 3  | 1  | 0  | 0  | 2  | 5  | 0  | .417 | .333 |
| Edgar Rentería     | 3  | 11  | 3  | 3    | 3  | 0  | 0  | 0  | 1  | 2  | 0  | .273 | .273 |
| Giovanny Urshela   | 3  | 12  | 2  | 3    | 2  | 1  | 0  | 1  | 3  | 2  | 0  | .583 | .250 |
| Dilson Herrera     | 3  | 6   | 1  | 1    | 1  | 0  | 0  | 0  | 0  | 0  | 0  | .167 | .167 |
| Luis Martínez      | 2  | 6   | 0  | 1    | 1  | 0  | 0  | 0  | 0  | 3  | 0  | .167 | .167 |
| Jhonatan Solano    | 2  | 7   | 0  | 1    | 1  | 0  | 0  | 0  | 1  | 0  | 0  | .143 | .143 |
| Diover Ávila       | 2  | 6   | 1  | 0    | 0  | 0  | 0  | 0  | 0  | 1  | 0  | .000 | .000 |
| L. Piterson        | 1  | 1   | 1  | 0    | 0  | 0  | 0  | 0  | 0  | 1  | 0  | .000 | .000 |
| L. Sierra          | 2  | 4   | 0  | 0    | 0  | 0  | 0  | 0  | 1  | 0  | 0  | .000 | .000 |
| Total equipo       | 3  | 104 | 16 | 28   | 25 | 3  | 1  | 2  | 15 | 23 | 0  | .404 | .269 |

### Estadísticas de pitcheo en Clasificación
A continuación los jugadores que tuvieron al menos una entrada lanzando.
| Jugador           | V | D | ERA   | G | JI | SV | IP   | Hits | C  | CL | HR | BB | SO |
| ----------------- | - | - | ----- | - | -- | -- | ---- | ---- | -- | -- | -- | -- | -- |
| Randy Consuegra   | 0 | 0 | 0.00  | 1 | 0  | 0  | 0,1  | 0    | 0  | 0  | 0  | 0  | 1  |
| I. Julio          | 0 | 0 | 0.00  | 1 | 0  | 0  | 2,2  | 3    | 0  | 0  | 0  | 0  | 1  |
| O. Melendez       | 0 | 0 | 0.00  | 1 | 0  | 0  | 0,2  | 2    | 0  | 0  | 0  | 0  | 1  |
| L. Torres         | 0 | 0 | 0.00  | 1 | 0  | 0  | 0,2  | 2    | 0  | 0  | 0  | 1  | 0  |
| M. Vega           | 0 | 0 | 0.00  | 1 | 1  | 0  | 0,1  | 0    | 0  | 0  | 0  | 0  | 0  |
| Sugar Ray Marimón | 1 | 0 | 1,80  | 1 | 1  | 0  | 5,0  | 4    | 1  | 1  | 1  | 0  | 4  |
| Yesid Salazar     | 0 | 0 | 4,15  | 2 | 0  | 0  | 4,1  | 3    | 2  | 2  | 1  | 1  | 4  |
| D. García         | 0 | 0 | 4,50  | 1 | 0  | 0  | 4,0  | 3    | 2  | 2  | 0  | 2  | 2  |
| D. Pérez          | 0 | 0 | 6,75  | 1 | 0  | 0  | 1,1  | 3    | 1  | 1  | 0  | 0  | 0  |
| C. Mendoza        | 0 | 1 | 9,00  | 1 | 0  | 0  | 2,0  | 4    | 2  | 2  | 0  | 0  | 2  |
| Ronald Ramírez    | 0 | 0 | 11,57 | 2 | 0  | 0  | 2,1  | 3    | 3  | 3  | 1  | 1  | 1  |
| Karl L. Triana    | 0 | 1 | 18,00 | 1 | 1  | 0  | 1,0  | 2    | 2  | 2  | 0  | 2  | 0  |
| Dayán Díaz        | 0 | 0 | 20,25 | 1 | 0  | 0  | 1,1  | 1    | 3  | 3  | 0  | 2  | 1  |
| R. Angulo         | 0 | 0 | *.**  | 1 | 0  | 0  | 0,0  | 0    | 1  | 1  | 0  | 1  | 0  |
| Total equipo      | 1 | 2 | -     | 3 | -  | 0  | 23,2 | 30   | 17 | 17 | 3  | 10 | 17 |